# پتاسیم پرکلرات
پتاسیم پرکلرات (به انگلیسی: Potassium perchlorate) با فرمول شیمیایی KClO۴ یک ترکیب شیمیایی با شناسه پاب‌کم ۵۱۶۹۰۰ است. که جرم مولی آن ۱۳۸٫۵۵ g/mol می‌باشد. شکل ظاهری این ترکیب، پودر بلورین سفید یا بی‌رنگ است.